# Tanana River
Der Tanana River ('tænənɑː) ist ein 1060 Kilometer langer linker Nebenfluss des Yukon Rivers im US-Bundesstaat Alaska, der bei Tanana in den Yukon River mündet.

## Geographie

### Verlauf
Der Fluss bildet sich nördlich der Wrangell Mountains im Interior aus dem Zusammenfluss von Chisana und Nabesna River. Er fließt zuerst in Richtung Nordosten und macht dann eine Drehung in Richtung Nordwesten durch das Tetlin National Wildlife Refuge. Dort führt der Alaska Highway am Ufer entlang. Im zentralen Alaska bildet der Fluss eine Sumpfregion, die als Tanana Valley bekannt ist. In dieser Region münden die Flüsse Nenana River und Kantishna River in den Fluss.

### Zuflüsse
- Kalutna River
- Tok River
- Robertson River
- Johnson River
- Little Gerstle River
- Healy River
- Volkmar River
- Gerstle River
- Clearwater Creek
- Goodpaster River
- Delta River
- Shaw Creek
- Delta Creek
- Little Delta River
- Salcha River
- Little Salcha River
- Chena River
- Wood River
- Tatlanika Creek
- Nenana River
  - Teklanika River
  - Seventeen Mile Slough
- Tolovana River
  - Chatanika River
    - Tatalina River
- Kantishna River
- Zitziana River
- Cosna River
- Chitanana River

## Name
Das Wort Tanana bedeutet in der athapaskischen Sprache „Gebirgsfluss“.

## Eiswette "Nenana Ice Classics"

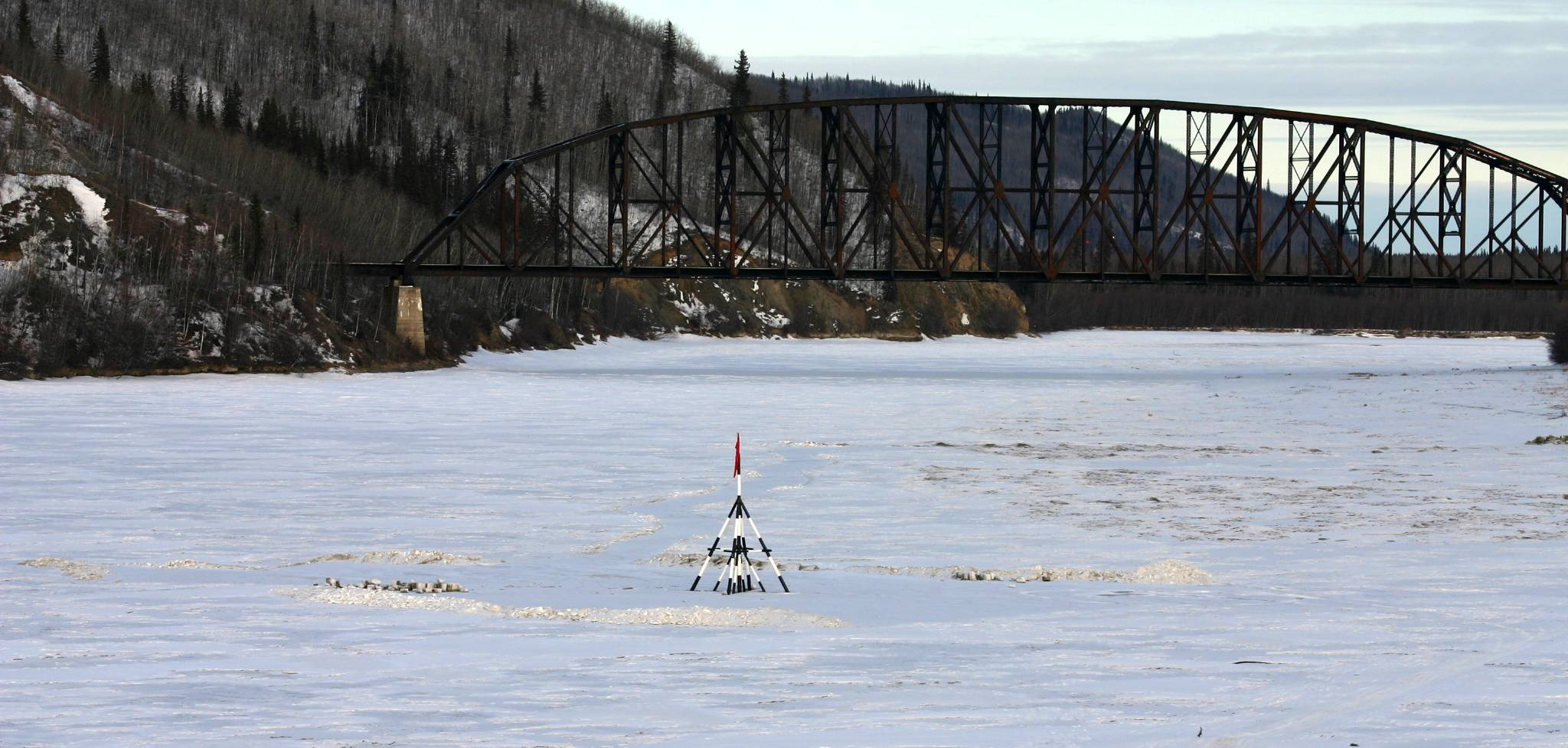
Der Tanana Fluss mit dem Holzgestell für die Nenana Ice Classics 2008

Seit 1917 wird auf dem Tanana River regelmäßig im Winter eine „Eiswette“, die "Nenana Ice Classics", durchgeführt. Dazu wird ein Holzgestell auf dem Fluss eingefroren und per Seil mit einer Turmuhr verbunden. Sobald das Eis bricht und das Gestell wegschwimmt, bleibt die Uhr stehen und markiert so den Zeitpunkt der Eisschmelze. Der bislang früheste Termin für die Eisschmelze war der 14. April im Jahr 2019. Das vorherige Rekord-Datum war der 20. April und wurde nur zweimal 1940 und 1998 erreicht. Der späteste Termin war zweimal der 20. Mai 1964 und 2013.
Das Tanana-Eis schmilzt auf Höhe des Orts Nenana am 64. Breitengrad heute im Schnitt fünfeinhalb Tage früher als 1917. Damit liefert die Eiswette einen wichtigen Beleg für die globale Erwärmung.